# Équipe d'Égypte de football à la Coupe des confédérations 2009
L'équipe d'Égypte de football participe à sa 2e Coupe des confédérations lors de l'édition 2009 qui se tient en Afrique du Sud du 14 juin 2009 au 28 juin 2009. Elle se rend à la compétition en tant que vainqueur de la Coupe d'Afrique des nations 2008.
Les Égyptiens sont éliminés en phase de poule en terminant derniers du groupe B derrière le Brésil, les États-Unis et l'Italie.

## Résultats

### Phase de groupe
| Rang | Équipe     | Pts | J | G | N | P | Bp | Bc | Diff |
| ---- | ---------- | --- | - | - | - | - | -- | -- | ---- |
| 1    | Brésil     | 9   | 3 | 3 | 0 | 0 | 10 | 3  | +7   |
| 2    | États-Unis | 3   | 3 | 1 | 0 | 2 | 4  | 6  | -2   |
| 3    | Italie     | 3   | 3 | 1 | 0 | 2 | 3  | 5  | -2   |
| 4    | Égypte     | 3   | 3 | 1 | 0 | 2 | 4  | 7  | -3   |

| 15 juin 2009                      | Brésil                                           | 4 - 3 | Égypte                                       | Free State Stadium, Mangaung/Bloemfontein    |                                              |
| 16:00 · Historique des rencontres | Kaká 5e 90e (pen.) · Luís Fabiano 12e · Juan 37e |       | Zidan 9e 55e · Shawky 54e · al-Muhammadi 89e | Spectateurs : 27 851 Arbitrage : Howard Webb | Spectateurs : 27 851 Arbitrage : Howard Webb |
| 16:00 · Historique des rencontres | (Rapport)                                        |       |                                              | Spectateurs : 27 851 Arbitrage : Howard Webb | Spectateurs : 27 851 Arbitrage : Howard Webb |

| 18 juin 2009                      | Égypte    | 1 - 0 | Italie | Ellis Park Stadium, Johannesbourg               |                                                 |
| 20:00 · Historique des rencontres | Homos 40e |       |        | Spectateurs : 52 150 Arbitrage : Martin Hansson | Spectateurs : 52 150 Arbitrage : Martin Hansson |
| 20:00 · Historique des rencontres | (Rapport) |       |        | Spectateurs : 52 150 Arbitrage : Martin Hansson | Spectateurs : 52 150 Arbitrage : Martin Hansson |

| 21 juin 2009                      | Égypte    | 0 - 3 | États-Unis                             | Royal Bafokeng Stadium, Rustenburg              |                                                 |
| 20:00 · Historique des rencontres |           |       | Davies 21e · Bradley 63e · Dempsey 71e | Spectateurs : 23 140 Arbitrage : Michael Hester | Spectateurs : 23 140 Arbitrage : Michael Hester |
| 20:00 · Historique des rencontres | (Rapport) |       |                                        | Spectateurs : 23 140 Arbitrage : Michael Hester | Spectateurs : 23 140 Arbitrage : Michael Hester |

## Effectif
L'équipe d'Égypte comprend 23 joueurs. Statistiques arrêtées le 29 juin 2009.
| Numéro / Nom       | Numéro / Nom                | Equipe actuelle   | Sél.            | Date de naissance | J.              |                 |                 |                 |                 |
| Gardiens de but    | Gardiens de but             | Gardiens de but   | Gardiens de but | Gardiens de but   | Gardiens de but | Gardiens de but | Gardiens de but | Gardiens de but | Gardiens de but |
| ------------------ | --------------------------- | ----------------- | --------------- | ----------------- | --------------- | --------------- | --------------- | --------------- | --------------- |
| 1                  | Essam al-Hadary             | FC Sion           | 88 (0)          | 15 janvier 1973   | 3               | 0               | 1               | 0               | 0               |
| 16                 | Abdelwahed El-Sayed         | Zamalek SC        | 17 (0)          | 3 juin 1977       | 0               | 0               | 0               | 0               | 0               |
| 23                 | Mohamed Sobhi               | Ismaily SC        | 4 (0)           | 30 août 1981      | 0               | 0               | 0               | 0               | 0               |
| Défenseurs         |                             |                   |                 |                   |                 |                 |                 |                 |                 |
| 2                  | Mahmoud Fathallah           | Zamalek SC        | 22 (1)          | 13 février 1982   | 0               | 0               | 0               | 0               | 0               |
| 7                  | Ahmed Fathy                 | Al Ahly SC        | 62 (2)          | 10 novembre 1984  | 3               | 0               | 0               | 0               | 0               |
| 20                 | Wael Gomaa                  | Al Ahly SC        | 80 (0)          | 3 août 1975       | 3               | 0               | 1               | 0               | 0               |
| 14                 | Sayed Moawad                | Al Ahly SC        | 27 (2)          | 25 mai 1979       | 2               | 0               | 1               | 0               | 0               |
| 4                  | Ahmed Saïd                  | Haras El-Hedood   | 5 (0)           | 13 mars 1984      | 3               | 0               | 0               | 0               | 0               |
| 6                  | Hani Said                   | Zamalek SC        | 42 (0)          | 22 avril 1980     | 3               | 0               | 0               | 0               | 0               |
| Milieux de terrain |                             |                   |                 |                   |                 |                 |                 |                 |                 |
| 22                 | Mohamed Aboutreika          | Al Ahly SC        | 65 (20)         | 7 novembre 1978   | 3               | 0               | 0               | 0               | 0               |
| 15                 | Ahmed Samir Farag           | Ismaily SC        | 9 (0)           | 20 mai 1986       | 2               | 0               | 0               | 0               | 0               |
| 5                  | Ahmed Khairy                | Ismaily SC        | 3 (0)           | 1er octobre 1987  | 0               | 0               | 0               | 0               | 0               |
| 3                  | Ahmed Al-Muhammadi          | ENPPI Club        | 25 (0)          | 9 septembre 1987  | 2               | 0               | 1               | 0               | 1               |
| 8                  | Hosni Abd Rabo              | Al Ahly Dubaï     | 67 (7)          | 1er novembre 1984 | 3               | 0               | 0               | 0               | 0               |
| 10                 | Ahmed Eid Abdel Malek       | Haras El-Hedood   | 24 (4)          | 15 mai 1980       | 3               | 0               | 1               | 0               | 0               |
| 17                 | Ahmed Hassan                | Al Ahly SC        | 157 (26)        | 2 mai 1975        | 3               | 0               | 0               | 0               | 0               |
| 12                 | Mohamed Homos               | Ismaily SC        | 16 (1)          | 1er janvier 1979  | 1               | 1               | 0               | 0               | 0               |
| 11                 | Mohamed Shawky              | Middlesbrough FC  | 57 (4)          | 5 octobre 1981    | 3               | 1               | 0               | 0               | 0               |
| 13                 | Abdelaziz Tawfik            | ENPPI Club        | 5 (0)           | 24 mai 1986       | 0               | 0               | 0               | 0               | 0               |
| Attaquants         |                             |                   |                 |                   |                 |                 |                 |                 |                 |
| 18                 | Ahmed Abdel-Ghani           | Haras El-Hedood   | 5(0)            | 1er décembre 1981 | 1               | 0               | 0               | 0               | 0               |
| 19                 | Mohamed Mohsen Abou Greisha | Ismaily SC        | 6(0)            | 4 août 1981       | 1               | 0               | 0               | 0               | 0               |
| 21                 | Ahmed Raouf                 | ENPPI Club        | 4(0)            | 15 septembre 1982 | 0               | 0               | 0               | 0               | 0               |
| 9                  | Mohamed Zidan               | Borussia Dortmund | 23(6)           | 11 décembre 1981  | 2               | 2               | 0               | 0               | 0               |
| Sélectionneur      |                             |                   |                 |                   |                 |                 |                 |                 |                 |
|                    | Hassan Shehata              |                   | 19 juin 1949    |                   |                 |                 |                 |                 |                 |

## Navigation